# Ungarische Verteidigung
Bei der Ungarischen Verteidigung handelt es sich um eine Eröffnung des Schachspiels; sie zählt zu den Offenen Spielen.
Die Ungarische Verteidigung beginnt mit den Zügen
1. e2–e4 e7–e5
2. Sg1–f3 Sb8–c6
3. Lf1–c4 Lf8–e7
und ist eine mögliche Antwort von Schwarz auf die Italienische Partie.

## Hintergrund
Der Name der Verteidigung beruht auf einer Fernpartie, die von 1842 bis 1845 zwischen den führenden Pariser Schachmeistern und dem Pester Schachklub ausgetragen wurde. Die ungarischen Führer der schwarzen Steine richteten ihr Spiel ganz auf Verteidigung aus. Sie erreichten hierdurch eine geschlossene und passive Stellung, deren Öffnung für die weiße Partei nicht einfach und mit Risiken verbunden war.

## 4. d2–d4 e5xd4
Die beste weiße Antwort ist 4. d2–d4, wobei 4. … e5xd4 5. Sxd4 in eine Variante der Schottischen Partie mit Raumvorteil für Weiß führt. Schwächer ist 5. c2–c3 mit der Hoffnung auf 5. … d4xc3?! 6. Dd1–d5!, wonach Schwarz in der Partie Midjord-Scharf bei der Schacholympiade 1974 in Nizza aufgab. (Obwohl noch 6. … Sg8–h6 7. Lc1xh6 0–0 möglich gewesen wäre: 8. Lh6–c1?! Sc6–b4 9. Dd5–d1 c3–c2 gewinnt die Figur zurück, Weiß müsste also 8. Lh6xg7 Kg8xg7 9. Sb1xc3 spielen, um seinen Vorteil zu halten.) Antwortet Schwarz aber wie von Tschigorin empfohlen mit 5. … Sc6–a5!, zwingt er Weiß mit 6. Dd1xd4 zur Aufgabe seines Läuferpaars oder zum Verlust eines Bauern.

## Eröffnungsfallen und Kurzpartien
Die folgende Partie wurde 1912 zwischen Walther Freiherr von Holzhausen und Siegbert Tarrasch im Rahmen einer Simultanveranstaltung gespielt:
|   | a | b | c | d | e | f | g | h |   |
| 8 |   |   |   |   |   |   |   |   | 8 |
| 7 |   |   |   |   |   |   |   |   | 7 |
| 6 |   |   |   |   |   |   |   |   | 6 |
| 5 |   |   |   |   |   |   |   |   | 5 |
| 4 |   |   |   |   |   |   |   |   | 4 |
| 3 |   |   |   |   |   |   |   |   | 3 |
| 2 |   |   |   |   |   |   |   |   | 2 |
| 1 |   |   |   |   |   |   |   |   | 1 |
|   | a | b | c | d | e | f | g | h |   |

Walther Freiherr von Holzhausen – Siegbert Tarrasch 1:0
Frankfurt am Main, 7. Oktober 1912
Ungarische Verteidigung
1. e2–e4 e7–e5 2. Sg1–f3 Sb8–c6 3. Lf1–c4 Sg8–f6 4. d2–d4 e5xd4 5. 0–0 d7–d6 6. Sf3xd4 Lf8–e7 7. Sb1–c3 0–0 8. h2–h3 Tf8–e8 9. Tf1–e1 Sf6–d7?? Ein tückisches Eigentor. 10. Lc4xf7+!! Kg8xf7 11. Sd4–e6!! (auf 11. … Kf7xe6 folgt 12. Dd1–d5+ Ke6–f6 13. Dd5–f5#) 11. … Sd7–e5 12. Dd1–h5+ Kf7–g8 13. Se6xd8 Te8xd8 14. Sc3–d5. Hier gab Tarrasch auf.